# František Zíta
Josef Rejfíř est un joueur d'échecs tchécoslovaque né le 26 novembre 1909 et mort le 1er octobre 1977 à Prague. Il fut un des meilleurs joueurs tchécoslovaques des années 1940 et représenta la Tchécoslovaquie lors de cinq olympiades (1936, 1937, 1939, 1952 et 1954). Il reçut le titre de maître international à sa création en 1950.

## Carrière aux échecs

### Championnats individuels
Dans les tournois individuels, Zíta remporta le championnat de Bohême et Moravie en 1943 à Prague. Après la Seconde Guerre mondiale, il finit premier ex æquo du championnat de Tchécoslovaquie d'échecs en 1946 mais perdit le match de départage contre  Emil Richter.

### Compétitions par équipes
En 1936, František Zíta joua comme premier échiquier de réserve (remplaçant) lors de l'olympiade non officielle de 1936 à Munich : la Tchécoslovaquie finit cinquième et František Zíta remporta une médaille d'or individuelle avec 7,5 points marqués en 11 parties.
Il participa à ses premières olympiades officielles en 1937 et 1939 comme échiquier de réserve (remplaçant) de l'équipe de Tchécoslovaquie. Il marqua 5,5 points sur 11 en 1937 et 12 points sur 16 en 1939, remportant la médaille d'argent individuelle à l'Olympiade de Buenos Aires en 1939..
Après la Seconde Guerre mondiale, Josef František Zíta représenta la Tchécoslovaquie lors des olympiades de 1952 et 1954 (au troisième échiquier) et des championnats d'Europe par équipe de 1957 remportant la médaille de bronze par équipe en 1957 (au quatrième échiquier).